# الكارما في الجاينية

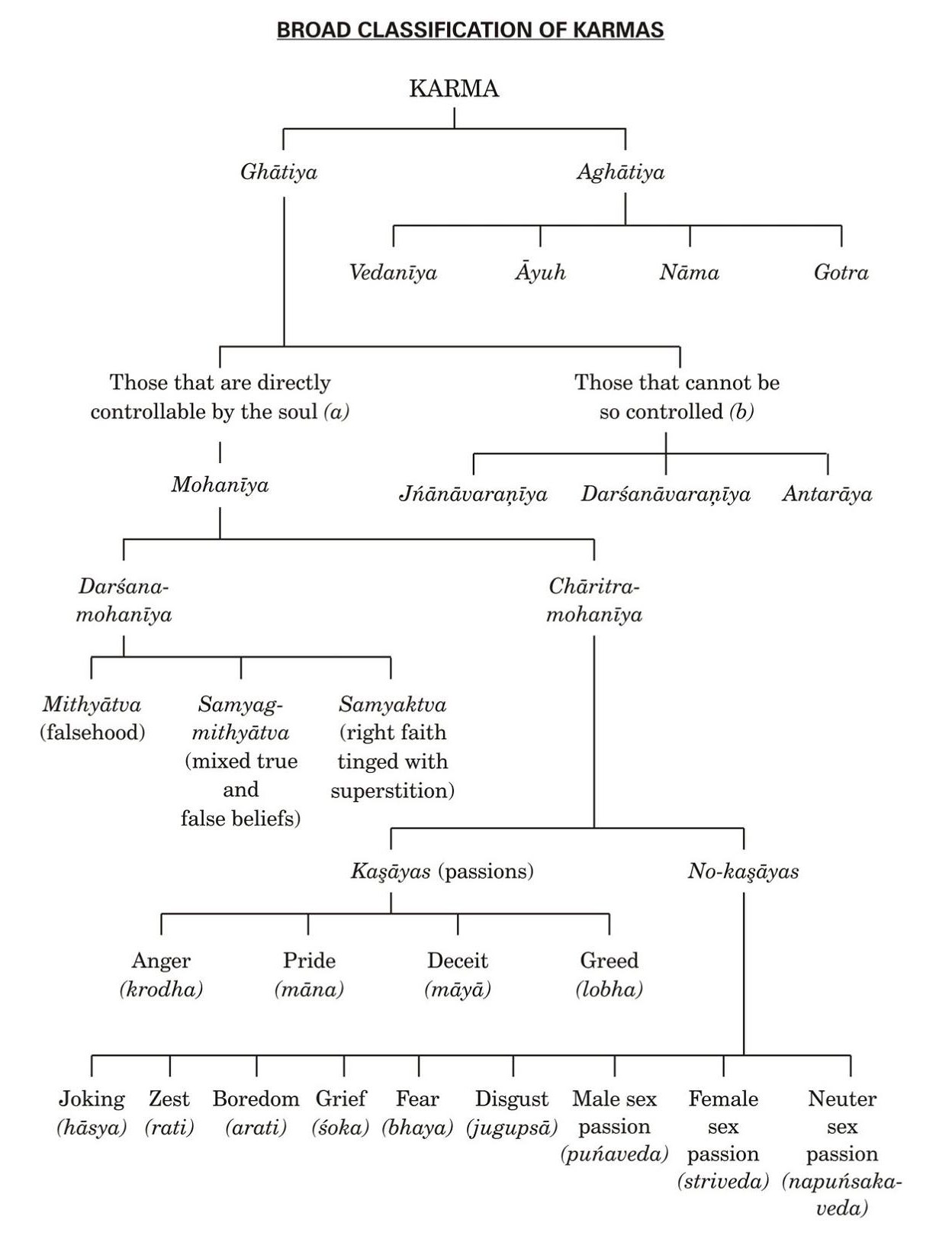

تعَدّ الكارما المبدأ الأساسي في علم الكونيات النفسي الشامل في الجاينية. تشكّل الأعمال الأخلاقية الإنسانية أساس انتقال الروح (jīva). تُعتَبر الروح مقيدة بدورة من إعادة الولادة، ومحاصرة داخل العالم الزماني (سايسارا)، حتى تصل أخيرًا إلى التحرر (موشكا). يتحقق التحرر باتباع طريق التطهير.
يؤمن الجاينيون أن الكارما هي مادة موجودة في كل مكان في الكون. تنجذب جزيئات الكارما إلى الروح من خلال أفعال تلك الروح. يحدث هذا الانجذاب عندما نفعل أمرًا ما أو نفكر بأشياء أو نقولها، وعندما نقتل شيئًا ما، وعندما نكذب، وعندما نسرق وما إلى ذلك. لا تشمل الكارما سببية الانتقال فحسب، بل يُنظر إليها أيضًا على أنها مادة خفية للغاية، تتسلل إلى الروح، فتحجب صفات الطبيعة والشفافية والنقاء فيها. يُعتَقد أن الكارما هي نوع من التلوث الذي يُلطِّخ الروح بألوان مختلفة (لييا). بناءً على الكارما الخاصة بكل روح، تخضع الروح لعملية انتقال وتتجسد في حالات مختلفة من الوجود، مثل السماوات أو الجحيم، أو كبشر أو حيوانات.
تذكر الجاينية عدم المساواة والمعاناة والألم دليلًا على وجود الكارما. تصنّف الكارما إلى أنواع مختلفة تبعًا لتأثيرها على قوة الروح. تسعى النظرية الجاينية إلى توضيح مسار الكارما من خلال تحديد الأسباب المختلفة لتدفق الكارما (أسارفا) والعبودية (باندها)، مع التركيز على الأفعال ذاتها والنوايا وراء تلك الأفعال. تضع نظرية الكارما الجاينية مسؤولية كبيرة على عاتق الأعمال الفردية، وتلغي الاعتماد على الوجود المفترض للنعمة الإلهية أو الانتقام. تنص العقيدة الجاينية أيضًا على إمكانية أي فرد منا تعديل الكارما الخاصة به، والحصول على تحرره منها، من خلال زهد السلوك ونقائه.

## لمحة فلسفية
وفقًا لليانية، تُعتَبر كل الأرواح نقية جوهريًا في حالتها الفطرية المثالية، وتمتلك صفات المعرفة اللانهائية، والإدراك اللانهائي، والنعيم اللانهائي والطاقة اللانهائية. على أي حال، في التجربة المعاصرة، وُجدَت هذه الصفات بصورة مشوهة ومعاقة، بسبب ارتباط هذه الأرواح بالكارما. ارتبطت الروح بالكارما بهذه الطريقة منذ زمن لا بداية له. شُرحَت عبودية الروح هذه في النصوص الجاينية من خلال التشبيه مع خام الذهب، الذي -في حالته الطبيعية- يوجد دائمًا بشكله الأولي ممزوجًا بالشوائب. وبالمثل، فإن الحالة النقية المثالية للروح كانت دائمًا مغطاة بشوائب الكارما. يمكننا استخدام هذا التشبيه أيضًا بطريقة أخرى: نستطيع الحصول على الروح النقية الخالية من الشوائب إذا طبقنا أساليب التكرير المناسبة. طور الرهبان اليانيون مجموعة كبيرة متطورة من الأدب يصفون فيها طبيعة الروح، ومختلف جوانب عمل الكارما، وطرق الحصول على الموشكا.

### النظرية المادية
تتحدث الجاينية عن «أوساخ» الكارما، إذ يُعتَقد أن الكارما تتجلى في صورة جزيئات خفية غير محسوسة تنتشر في الكون بأسره. يمكن القول إنها صغيرة جدًا لدرجة احتواء نقطة واحدة من الفضاء -وهي أصغر مساحة ممكنة- عددًا لا حصر له من جزيئات الكارما (أو كمية من أوساخ الكارما). تلتصق هذه الجزيئات بالروح وتؤثر على قوتها الطبيعية. وتسمى هذه الكارما المادية باسم درافيا كارما. ويُطلَق على المشاعر الناتجة -اللذة والألم والحب والكراهية وما إلى ذلك- التي تعاني منها الروح اسم بهافا كارما، أي كارما نفسية. توازي العلاقة بين الكارما المادية والكارما النفسية تلك العلاقة بين السبب والنتيجة. تؤدي الكارما المادية إلى إثارة المشاعر والعواطف في النفوس الدنيوية، [الملاحظة 1] التي بدورها تؤدي إثارة كارما نفسية، ما يسبب تغيرات عاطفية داخل الروح. تؤدي هذه العواطف، مرة أخرى، إلى تدفق كارما مادية جديدة وعبوديتها. يعتقد اليانيون أن مادة الكارما هي في الواقع عامل يمكنه إضفاء الوعي على الأفعال ضمن السياق المادي لهذا الكون. تُعدّ الكارما بمثابة الناقل المادي لرغبة الروح في تجربة هذا العالم جسديًا. تُخزَّن الكارما عند انجذابها إلى الوعي في حقل تفاعلي يسمى كارمانا ساريرا ينبعث عن الروح. وهكذا، يمكن القول إن الكارما هي مادة خفية محيطة بوعي الروح. عندما يتفاعل هذان المكونان -الوعي والكارما الناضجة- تختبر الروح الحياة كما هو معروف في الكون المادي الحالي.